# Уайт, Рашад
Рашад Уайт (англ. Rachaad White; 12 января 1999, Канзас-Сити, Миссури) — американский футболист, раннинбек клуба НФЛ «Тампа-Бэй Бакканирс». На студенческом уровне играл за команды колледжа Маунт-Сан-Антонио и университета штата Аризона. На драфте НФЛ 2022 года был выбран в третьем раунде.

## Биография
Рашад Уайт родился 12 января 1999 года в Канзас-Сити в штате Миссури. Там же окончил старшую школу, играл в составе её футбольной команды, включался в состав сборной звёзд штата. После окончания школы поступил в университет Небраски в Карни, где провёл год. В футбол за его команду Уайт не играл, проведя сезон в статусе освобождённого игрока.

### Любительская карьера
В 2018 году Уайт перевёлся в колледж Маунт-Сан-Антонио в Уолнате. В его команде он провёл два сезона, во втором из них суммарно набрав более 1400 ярдов с 10 выносными тачдаунами. По итогам опроса Ассоциации тренеров общественных колледжей его включили в сборную звёзд турнира.
В 2020 году он перешёл в университет штата Аризона. В сокращённом из-за пандемии COVID-19 сезоне Уайт сыграл в четырёх матчах, набрав 420 ярдов. В турнире 2021 года он провёл десять игр, набрав выносом 1000 ярдов. По его итогам Уайт был включён в состав второй сборной звёзд конференции Pac-12.

#### Статистика выступлений в NCAA
| Сезон | Команда                  | Игры | Приём | Приём | Приём | Приём | Вынос | Вынос | Вынос | Вынос |
| Сезон | Команда                  | Игры | Rec   | Yds   | Y/A   | TD    | Att   | Yds   | Y/A   | TD    |
| ----- | ------------------------ | ---- | ----- | ----- | ----- | ----- | ----- | ----- | ----- | ----- |
| 2020  | Аризона Стейт Сан Девилз | 4    | 8     | 151   | 18,9  | 1     | 42    | 420   | 10,0  | 5     |
| 2021  | Аризона Стейт Сан Девилз | 10   | 43    | 456   | 10,6  | 1     | 182   | 1000  | 5,5   | 15    |
| Всего | Всего                    | 14   | 51    | 607   | 11,9  | 2     | 224   | 1420  | 6,3   | 20    |

### Профессиональная карьера
Перед драфтом НФЛ 2022 года издание Bleacher Report включало Уайта в тройку лучших раннинбеков, ему прогнозировали выбор в третьем раунде. К сильным сторонам игрока относили его антропометрические данные и телосложение, умение выбрать момент для атаки, маневренность, хороший стартовый рывок, способность играть в роли блокирующего, полезность в пасовой игре. Недостатками называли ограниченный опыт игры и проявляемую в некоторых моментах нерешительность.
На драфте Уайт был выбран «Бакканирс» в третьем раунде под общим 91-м номером. В мае 2022 года он подписал с клубом четырёхлетний контракт. В дебютном сезоне он принял участие во всех семнадцати матчах регулярного чемпионата, сделав 129 попыток выноса на 481 ярд. Выносное нападение команды по итогам чемпионата стало худшим в лиге. После окончания сезона «Бакканирс» покинул основной бегущий Леонард Фурнетт, после чего Уайт получил возможность закрепиться в роли игрока стартового состава.

#### Статистика выступлений в НФЛ

##### Регулярный чемпионат
| Сезон | Команда             | Игры | Приём | Приём | Приём | Приём | Вынос | Вынос | Вынос | Вынос |
| Сезон | Команда             | Игры | Rec   | Yds   | Y/A   | TD    | Att   | Yds   | Y/A   | TD    |
| ----- | ------------------- | ---- | ----- | ----- | ----- | ----- | ----- | ----- | ----- | ----- |
| 2022  | Тампа-Бэй Бакканирс | 17   | 50    | 290   | 5,8   | 2     | 129   | 481   | 3,7   | 1     |
| 2023  | Тампа-Бэй Бакканирс | 17   | 64    | 549   | 8,6   | 3     | 272   | 990   | 3,6   | 6     |
| Всего | Всего               | 34   | 114   | 839   | 7,4   | 5     | 401   | 1471  | 3,7   | 7     |

##### Плей-офф
| Сезон | Команда             | Игры | Приём | Приём | Приём | Приём | Вынос | Вынос | Вынос | Вынос |
| Сезон | Команда             | Игры | Rec   | Yds   | Y/A   | TD    | Att   | Yds   | Y/A   | TD    |
| ----- | ------------------- | ---- | ----- | ----- | ----- | ----- | ----- | ----- | ----- | ----- |
| 2022  | Тампа-Бэй Бакканирс | 1    | 4     | 36    | 9,0   | 0     | 7     | 41    | 5,9   | 0     |
| 2023  | Тампа-Бэй Бакканирс | 2    | 5     | 39    | 7,8   | 1     | 27    | 127   | 4,7   | 0     |
| Всего | Всего               | 3    | 9     | 75    | 8,3   | 1     | 34    | 168   | 4,9   | 0     |